# Тонанцинтла
Тонанцинтла, полное наименование Санта-Мария-Тонанцинтла (исп. Santa María Tonantzintla) — посёлок в Мексике, штат Пуэбла, муниципалитет Сан-Андрес-Чолула. Расположен в 10 км юго-западнее столицы штата — Пуэбла-де-Сарагоса. Население — 122 человека.
В посёлке расположена церковь, построенная в XVI—XVII веке, оформленная в стиле новоиспанского барокко.
17 февраля 1942 года Луисом Энрике Эрро здесь была открыта Национальная астрономическая обсерватория. В 1971 году она перешла в ведение Национального института астрофизики, оптики и электроники.

## Примечания

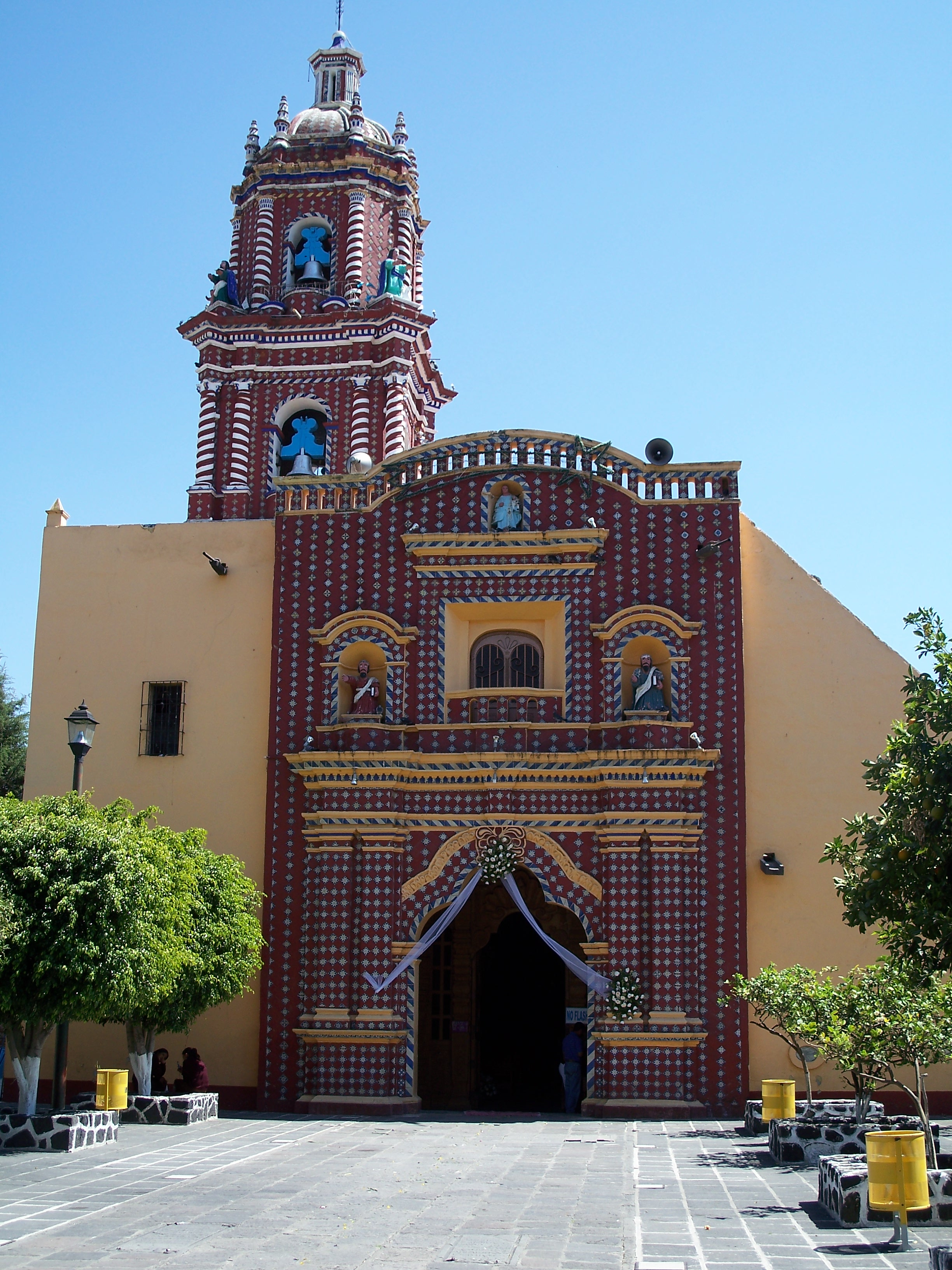
Церковь в Тонанцинтле

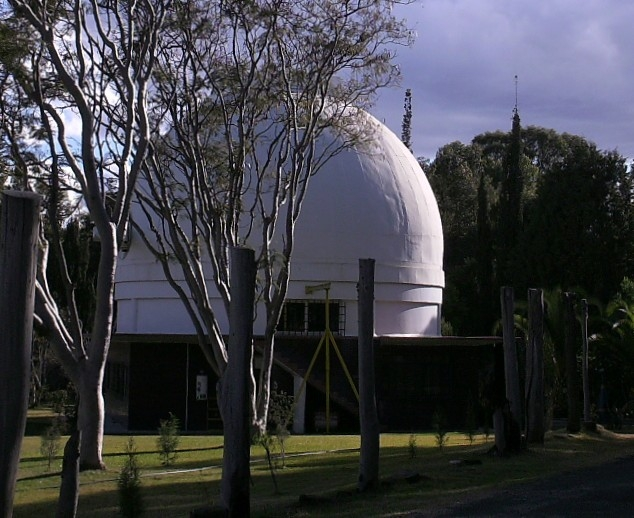
Обсерватория Национального института астрофизики, оптики и электроники